# Snowboard nos Jogos Olímpicos de Inverno de 2014 - Slalom paralelo feminino
A competição do slalom paralelo feminino do snowboard nos Jogos Olímpicos de Inverno de 2014 ocorreu no dia 22 de fevereiro no Parque Extreme Rosa Khutor, na Clareira Vermelha em Sóchi.

## Medalhistas
| Ouro   | AUT Julia Dujmovits |
| Prata  | GER Anke Karstens   |
| Bronze | GER Amelie Kober    |

## Programação
Horário local (UTC+4).
| Data            | Horário | Evento           |
| --------------- | ------- | ---------------- |
| 22 de fevereiro | 09:15   | Qualificação     |
| 22 de fevereiro | 13:15   | Oitavas de final |
| 22 de fevereiro | 14:03   | Quartas de final |
| 22 de fevereiro | 14:30   | Semifinais       |
| 22 de fevereiro | 14:46   | Final            |

## Resultados

### Qualificação
| Pos. | Bib | Atleta                    | Rota vermelha | Rota azul | Total   | Notes |
| ---- | --- | ------------------------- | ------------- | --------- | ------- | ----- |
| 1    | 15  | AUT Marion Kreiner        | 31.33         | 32.25     | 1:03.58 | Q     |
| 2    | 12  | CZE Ester Ledecka         | 31.90         | 31.84     | 1:03.74 | Q     |
| 3    | 8   | SUI Patrizia Kummer       | 32.15         | 31.67     | 1:03.82 | Q     |
| 4    | 27  | SUI Julie Zogg            | 31.51         | 32.41     | 1:03.92 | Q     |
| 5    | 13  | AUT Julia Dujmovits       | 32.28         | 32.05     | 1:04.33 | Q     |
| 6    | 20  | GER Isabella Laböck       | 31.80         | 32.64     | 1:04.44 | Q     |
| 7    | 7   | GER Selina Jörg           | 31.52         | 32.95     | 1:04.47 | Q     |
| 8    | 28  | ITA Corinna Boccacini     | 32.48         | 32.48     | 1:04.96 | Q     |
| 9    | 2   | AUT Claudia Riegler       | 33.13         | 32.01     | 1:05.14 | Q     |
| 10   | 9   | GER Anke Karstens         | 32.64         | 32.50     | 1:05.14 | Q     |
| 11   | 1   | AUT Ina Meschik           | 32.17         | 32.98     | 1:05.15 | Q     |
| 12   | 21  | RUS Alena Zavarzina       | 32.45         | 32.87     | 1:05.32 | Q     |
| 13   | 14  | JPN Tomoka Takeuchi       | 32.78         | 32.63     | 1:05.41 | Q     |
| 14   | 5   | GER Amelie Kober          | 32.53         | 32.93     | 1:05.46 | Q     |
| 15   | 17  | RUS Natalia Soboleva      | 32.57         | 32.91     | 1:05.48 | Q     |
| 16   | 10  | RUS Ekaterina Tudegesheva | 32.48         | 33.06     | 1:05.54 | Q     |
| 17   | 11  | CAN Ariane Lavigne        | 32.80         | 32.80     | 1:05.60 |       |
| 18   | 25  | SUI Stefanie Mueller      | 32.25         | 33.39     | 1:05.64 |       |
| 19   | 23  | NED Michelle Dekker       | 32.52         | 33.14     | 1:05.66 |       |
| 20   | 4   | NED Nicolien Sauerbreij   | 32.78         | 32.91     | 1:05.69 |       |
| 21   | 31  | UKR Annamari Chundak      | 32.51         | 33.25     | 1:05.76 |       |
| 22   | 19  | ITA Nadya Ochner          | 32.66         | 33.13     | 1:05.79 |       |
| 23   | 29  | SLO Gloria Kotnik         | 33.06         | 32.88     | 1:05.94 |       |
| 24   | 22  | SUI Ladina Jenny          | 33.22         | 32.74     | 1:05.96 |       |
| 25   | 30  | POL Karolina Sztokfisz    | 32.85         | 33.16     | 1:06.01 |       |
| 26   | 16  | CAN Caroline Calve        | 33.34         | 32.81     | 1:06.15 |       |
| 27   | 24  | CAN Marianne Leeson       | 33.45         | 32.81     | 1:06.26 |       |
| 28   | 6   | NOR Hilde-Katrine Engeli  | 32.81         | 33.48     | 1:06.29 |       |
| 29   | 18  | RUS Ekaterina Ilyukhina   | 33.15         | 33.58     | 1:06.73 |       |
| 30   | 3   | POL Aleksandra Krol       | 33.60         | 33.82     | 1:07.42 |       |
| 31   | 32  | SRB Nina Micić            | 33.64         | 34.43     | 1:08.07 |       |
| 32   | 26  | KAZ Valeriya Tsoy         | 33.88         | 34.79     | 1:08.67 |       |

### Fase eliminatória
| Oitavas de final | Oitavas de final | Oitavas de final |  |  | Quartas de final | Quartas de final | Quartas de final |  |  | Semifinais | Semifinais    | Semifinais |  |                     | Final               | Final               | Final |
|                  |                  |                  |  |  |                  |                  |                  |  |  |            |               |            |  |                     |                     |                     |       |
| 1                | AUT Kreiner      |                  |  |  |                  |                  |                  |  |  |            |               |            |  |                     |                     |                     |       |
| 16               | RUS Tudegesheva  | +6.04            |  |  | 1                | AUT Kreiner      | +0.05            |  |  |            |               |            |  |                     |                     |                     |       |
| 8                | ITA Boccacini    |                  |  |  | 8                | ITA Boccacini    |                  |  |  |            |               |            |  |                     |                     |                     |       |
| 9                | AUT Riegler      | +2.78            |  |  |                  |                  |                  |  |  | 8          | ITA Boccacini | +5.18      |  |                     |                     |                     |       |
| 5                | AUT Dujmovits    |                  |  |  |                  |                  |                  |  |  | 5          | AUT Dujmovits |            |  |                     |                     |                     |       |
| 12               | RUS Zavarzina    | +0.24            |  |  | 5                | AUT Dujmovits    |                  |  |  |            |               |            |  |                     |                     |                     |       |
| 4                | SUI Zogg         |                  |  |  | 4                | SUI Zogg         | DSQ              |  |  |            |               |            |  |                     |                     |                     |       |
| 13               | JPN Takeuchi     | DSQ              |  |  |                  |                  |                  |  |  |            |               |            |  |                     | 5                   | AUT Dujmovits       |       |
| 3                | SUI Kummer       | +0.10            |  |  |                  |                  |                  |  |  |            |               |            |  |                     | 10                  | GER Karstens        | +0.12 |
| 14               | GER Kober        |                  |  |  | 14               | GER Kober        |                  |  |  |            |               |            |  |                     |                     |                     |       |
| 6                | GER Laböck       | +0.24            |  |  | 11               | AUT Meschik      | +0.01            |  |  |            |               |            |  |                     |                     |                     |       |
| 11               | AUT Meschik      |                  |  |  |                  |                  |                  |  |  | 14         | GER Kober     | +0.09      |  |                     |                     |                     |       |
| 7                | GER Jörg         | +0.02            |  |  |                  |                  |                  |  |  | 10         | GER Karstens  |            |  |                     |                     |                     |       |
| 10               | GER Karstens     |                  |  |  | 10               | GER Karstens     |                  |  |  |            |               |            |  | Disputa pelo bronze | Disputa pelo bronze | Disputa pelo bronze |       |
| 2                | CZE Ledecka      |                  |  |  | 2                | CZE Ledecka      | +0.30            |  |  |            |               |            |  |                     | 8                   | ITA Boccacini       | +0.13 |
| 15               | RUS Soboleva     | +0.18            |  |  |                  |                  |                  |  |  |            |               |            |  |                     | 14                  | GER Kober           |       |

### Classificação final
| Pos.              | Bib | Atleta                    |
| ----------------- | --- | ------------------------- |
| Medalha de ouro   | 13  | AUT Julia Dujmovits       |
| Medalha de prata  | 9   | GER Anke Karstens         |
| Medalha de bronze | 5   | GER Amelie Kober          |
| 4                 | 28  | ITA Corinna Boccacini     |
| 5                 | 15  | AUT Marion Kreiner        |
| 6                 | 12  | CZE Ester Ledecka         |
| 7                 | 27  | SUI Julie Zogg            |
| 8                 | 1   | AUT Ina Meschik           |
| 9                 | 8   | SUI Patrizia Kummer       |
| 10                | 20  | GER Isabella Laböck       |
| 11                | 7   | GER Selina Jörg           |
| 12                | 2   | AUT Claudia Riegler       |
| 13                | 21  | RUS Alena Zavarzina       |
| 14                | 14  | JPN Tomoka Takeuchi       |
| 15                | 17  | RUS Natalia Soboleva      |
| 16                | 10  | RUS Ekaterina Tudegesheva |
| 17                | 11  | CAN Ariane Lavigne        |
| 18                | 25  | SUI Stefanie Mueller      |
| 19                | 23  | NED Michelle Dekker       |
| 20                | 4   | NED Nicolien Sauerbreij   |
| 21                | 31  | UKR Annamari Chundak      |
| 22                | 19  | ITA Nadya Ochner          |
| 23                | 29  | SLO Gloria Kotnik         |
| 24                | 22  | SUI Ladina Jenny          |
| 25                | 30  | POL Karolina Sztokfisz    |
| 26                | 16  | CAN Caroline Calve        |
| 27                | 24  | CAN Marianne Leeson       |
| 28                | 6   | NOR Hilde-Katrine Engeli  |
| 29                | 18  | RUS Yekaterina Ilyukhina  |
| 30                | 3   | POL Aleksandra Krol       |
| 31                | 32  | SRB Nina Micić            |
| 32                | 26  | KAZ Valeriya Tsoy         |

Legenda
| Recorde mundial      | Recorde mundial (World record)               |                       | Recorde africano                      | Recorde africano (African) |                                           | Q | Classificado por posição (Qualified) |
| Recorde olímpico     | Recorde olímpico (Olympic record)            | Recorde da América    | Recorde da América (Americas)         | q                          | Classificado por melhor tempo (Qualified) |   |                                      |
| Melhor marca do ano  | Melhor marca do ano (World leading)          | Recorde asiático      | Recorde asiático (Asian)              | DNS                        | Não largou (Did not start)                |   |                                      |
| Recorde nacional     | Recorde nacional (National record)           | Recorde europeu       | Recorde europeu (European)            | DNF                        | Não terminou (Did not finish)             |   |                                      |
| Recorde pessoal      | Recorde pessoal do atleta (Personal best)    | Recorde da Oceania    | Recorde da Oceania (Oceania)          | DSQ / DQ                   | Desclassificado (Disqualified)            |   |                                      |
| Recorde da temporada | Recorde da temporada do atleta (Season best) | Recorde sul-americano | Recorde sul-americano (South America) | NM                         | Sem marca (No mark)                       |   |                                      |